# Richard T. Hallock
Richard Treadwell Hallock (* 5. April 1906 in Passaic; † 20. November 1980 in Chicago) war ein amerikanischer Altorientalist. Er arbeitete mehr als 20 Jahre am Chicago Assyrian Dictionary und wandte sich danach den Tontafeln von Persepolis zu.

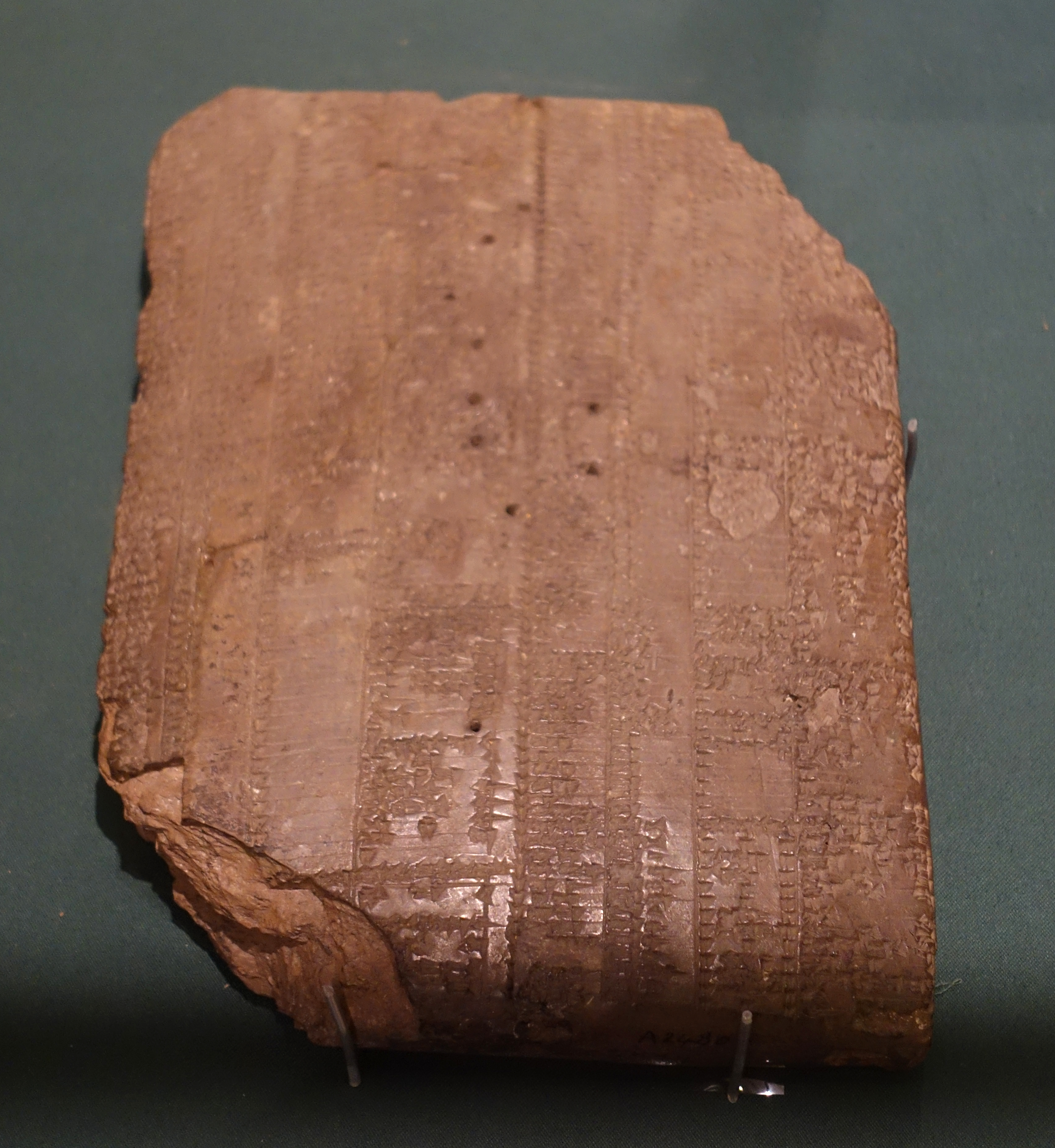
Chicago Syllabary etwa 900 v. Chr. 325 Linien mit über 100 Zeichen und Namen in Sumerischer Sprache und Akkadischer Übersetzung, Museum des Institute for the Study of Ancient Cultures, West Asia & North Africa (ISAC) der University of Chicago DSC07132

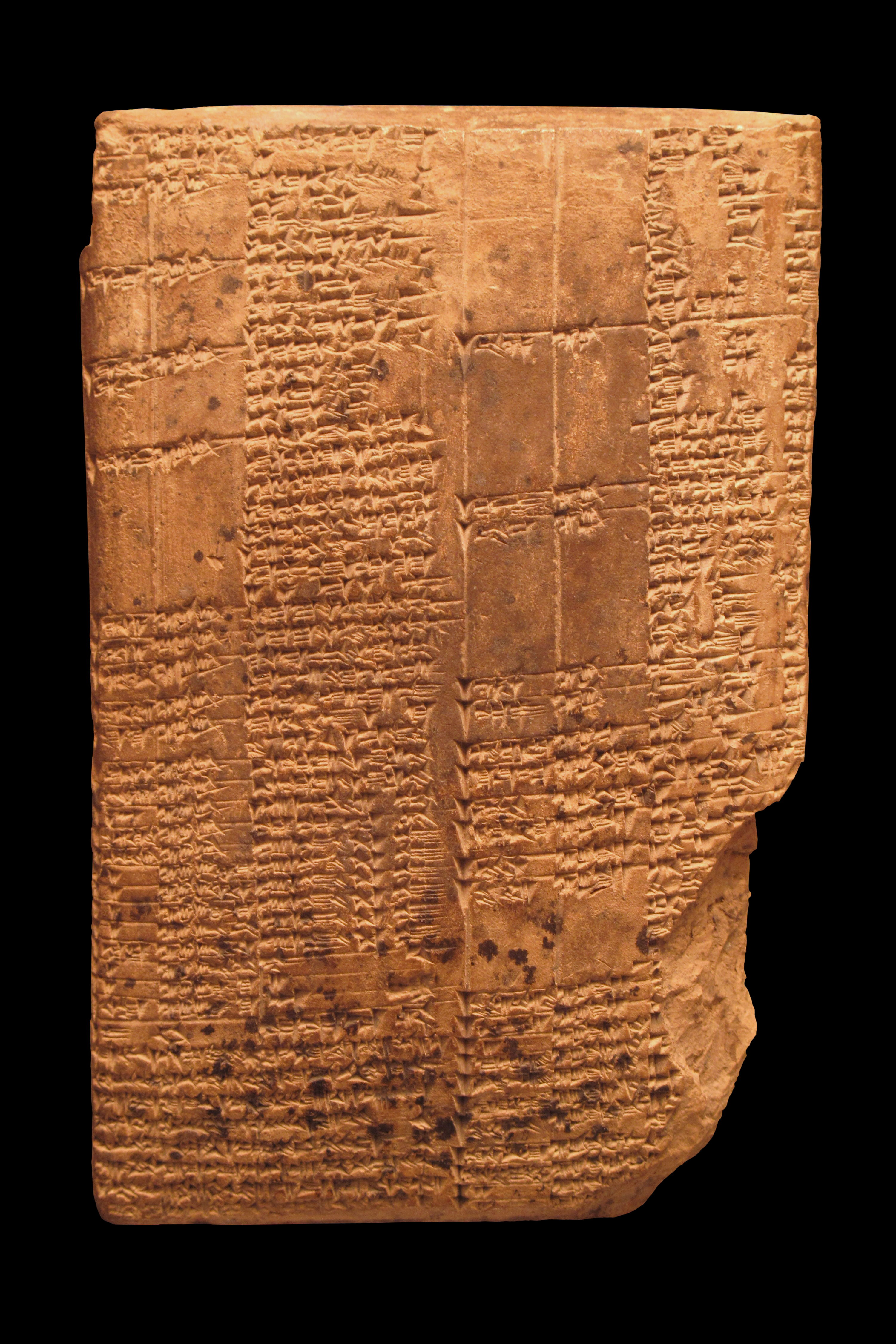
AO 7661 aus der Mitte des 1. Jahrtausend v. Chr. 207 Linien in Neu-Babylonischer Sprache mit akkadischer Übersetzung. Louvre

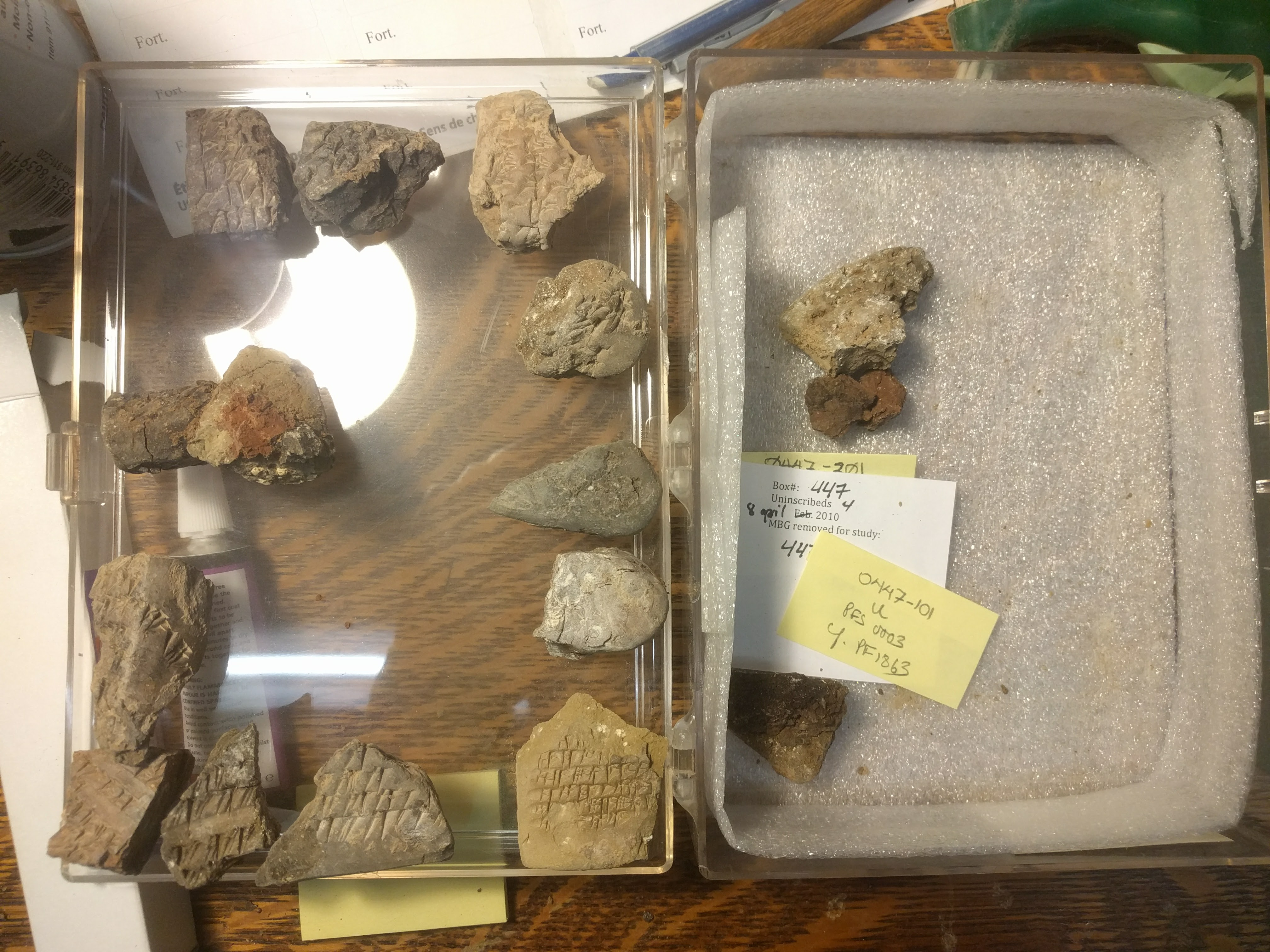
Tontafeln von Persepolis, 5. Jahrhundert v. Chr.

## Leben
Richard T. Hallock erwarb den 1929 Bachelor an der University of Toronto und widmete sich danach dem Studium der Assyriologie am Oriental Institute der University of Chicago, wo er 1931 den M.A. und 1934 den Ph.D. mit der Doktorarbeit The Chicago Syllabary and the Louvre Syllabary AO 7661 erlangte. 1932 wurde er Assistent für die Erstellung des Chicago Assyrian Dictionary und arbeitete über 20 Jahre an diesem Projekt, zuletzt als redaktioneller Sekretär. 1941 unterbrach er seine Forschungen und wurde Mitarbeiter des amerikanischen Kriegsministerium in Washington, D.C. Dort arbeitete er in der kryptographischen Abteilung und spielte eine Rolle im VENONA-Projekt. Nach dem Eintritt der Vereinigten Staaten in den Zweiten Weltkrieg diente er als Second Lieutenant im militärischen Nachrichtendienst.
Nach dem Krieg kehrte Richard Hallock an die Universität Chicago zurück. 1963 wurde er außerordentlicher Professor und 1970, nach der Publikation von Persepolis Fortification Tablets, Professor. 1971 trat er in den Ruhestand. 1972 wurde er als korrespondierendes Mitglied in die British Academy gewählt.
Richard Hallock starb am 20. November 1980 in Chicago.

## Wissenschaft
Mit der Publikation der Tontafeln von Persepolis 1969 wurde Richard Hallock berühmt. Sie stellen den Höhepunkt jahrzehntelanger Arbeit in den Gebieten der Paläographie, Epigraphik, Philologie und Grammatik dar. Die 1933 in Persepolis gefundenen Tontafeln aus der zentralen Verwaltung der Achämeniden wurden dem Oriental Institute der University of Chicago als Leihgabe für die Erforschung und Veröffentlichung übergeben. Die Tontafeln waren reich an Siegeln, iranischen Namen und administrativem Vokabular, die vor allem in elamischer Keilschrift in Ton eingeritzt waren. Das Team mit Richard Hallock, George G. Cameron und Pierre M. Purves unter der Leitung des Sumerologen Arno Poebel musste sich mit der großen Menge an Fragmenten, dem schlechten Zustand, einer Schrift, die selbst für erfahrene Keilschriftkundige problematisch war, und mit einer Sprache, über die es wenig sichere Kenntnisse gab, auseinandersetzen. Über den historischen Kontext war man sich derart nicht einig, dass sogar der achämenidische König, auf dessen Regierungsjahre die Tafeln datiert wurden, umstritten war. Ab 1950 wurden die Resultate der Forschung veröffentlicht und erreichten 1969 ihren Höhepunkt mit Persepolis Fortification Tablets.

“The immediate consequences for Assyriology and cuneiform studies were slight, but the consequences for Old Iranian studies and for Achaemenid historical research by scholars rooted first in Greek and Roman texts were profound.”

„Die unmittelbaren Folgen für die Assyriologie und die Keilschriftforschung waren gering, aber die Konsequenzen für die Altiranistik und für die achämenidische Geschichtsforschung, die in griechischen und römischen Texten wurzelten, waren tiefgreifend.“

## Veröffentlichungen (Auswahl)
- The Chicago Syllabary and the Louvre Syllabary AO 7661 (= Assyriological Studies. Band 7). Chicago 1940 (Digitalisat).
- Darius I, the King of the Persepolis Tablets. In: Journal of Near Eastern Studies. Band 1, 1942, S. 230–232.
- Syllabary A. In: Benno Landsberger: Materialien zum Sumerischen Lexikon: Vokabulare und Formularbücher. Band III. Toronto 1955. S. 1–45.
- mit Benno Landsberger: Old Babylonian Grammatical Texts. In: Benno Landsberger: Materialien zum Sumerischen Lexikon: Vokabulare und Formularbücher. Band IV. Toronto 1956, S. 45–128.
- mit Benno Landsberger: Neo-Babylonian Grammatical Texts. In: Benno Landsberger: Materialien zum Sumerischen Lexikon: Vokabulare und Formularbücher. Band IV. Toronto 1956, S. 129–202.
- The Verb šara- in Achaemenid Elamite. In: Journal of Near Eastern Studies. Band 24, 1965, S. 271–273.
- Persepolis Fortification Tablets (= Oriental Institute Publications. Band 92). Chicago 1969 (Digitalisat).
- On the Middle Elamite Verb. In: Journal of Near Eastern Studies. Band 32, 1973, S. 148–151.
- Selected Fortification Texts. In: Cahiers de la Délégation Archéologique Française en Iran. Band 8, 1978, S. 109–136 (Digitalisat).
- The Evidence of the Persepolis Tablets. In: The Cambridge History of Iran. Band 2: The Median and Achaemenian Periods. Cambridge 1985, S. 588–609.